# Bragoen

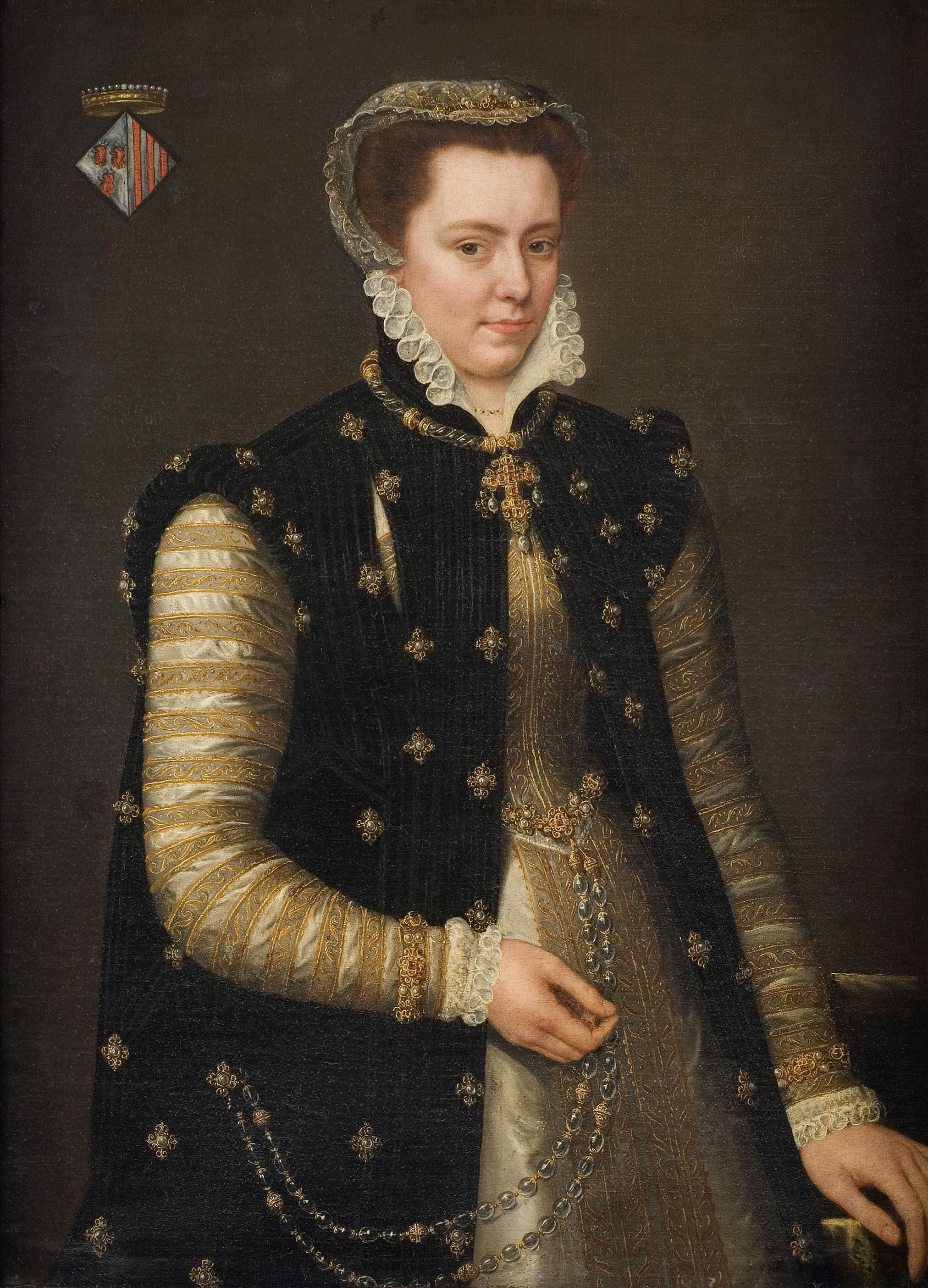
Margareta van Parma (1522 - 1586), landvoogdes van de Nederlanden draagt op dit schilderij van Anthonis Mor een vlieger voorzien van bragoenen over een rok met fardegalijn.

Een bragoen of schouderrol is een oorspronkelijk Spaanse dikke versiering en versteviging van het armsgat van een kledingstuk. Het wordt bijvoorbeeld toegepast bij vliegers, die in de 16e eeuw in Nederland werden gedragen, vooral in de periode 1550-1600. De Spaanse term voor bragoen was brahon. Nederland was in deze periode bezet door Spanje. De kleding van de Spaanse overheersers had veel invloed op de Nederlandse mode van die tijd.

De bragoen werd begin 17e eeuw door een strook, die naar onder hing. Deze werd aangeduid met ”zakkende (sackende) bragoen”.

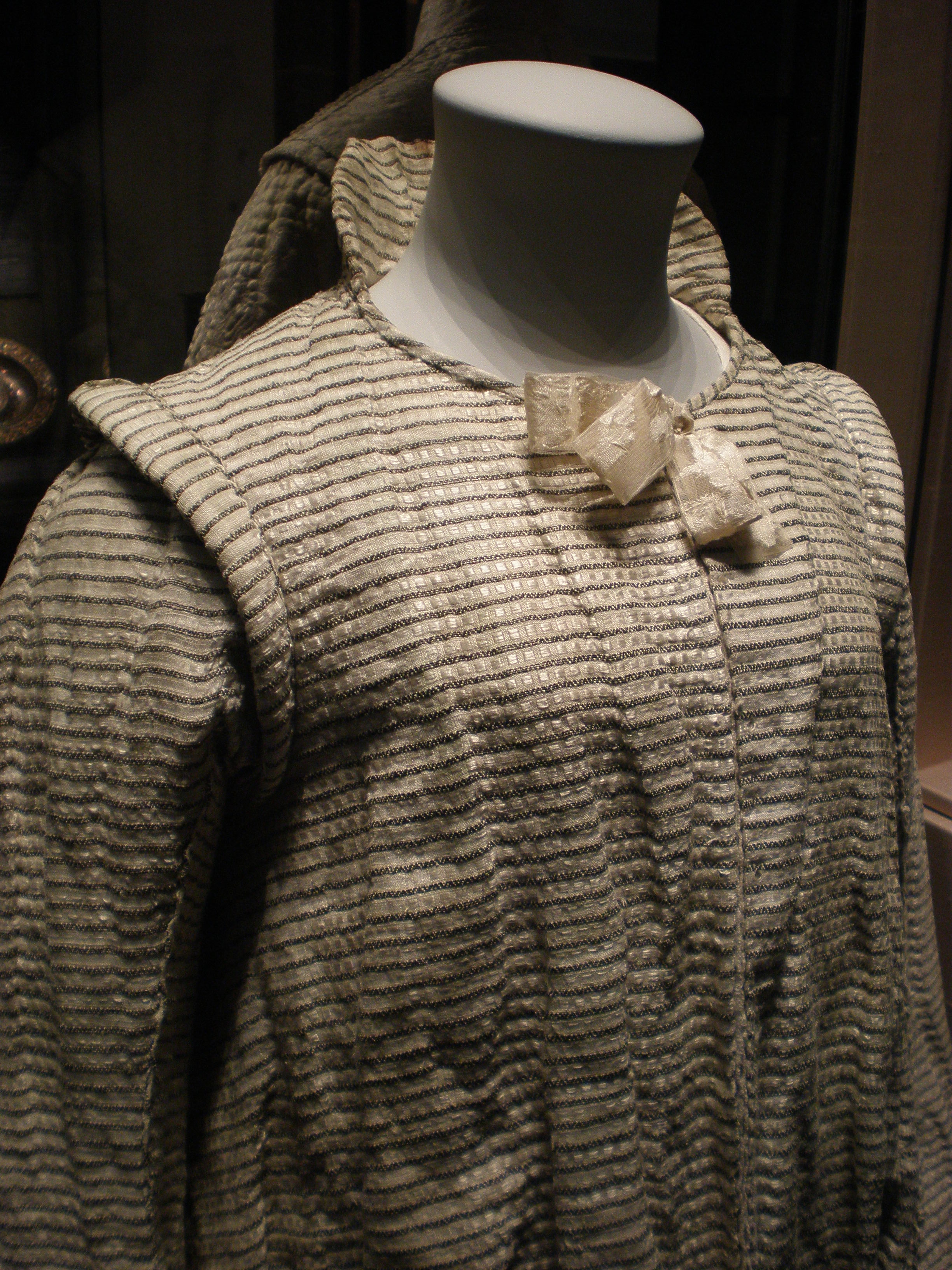
Damesjasje uit 1600-1625, zijde en linnen. Dit jasje was comfortabel en werd niet in het openbaar gedragen.
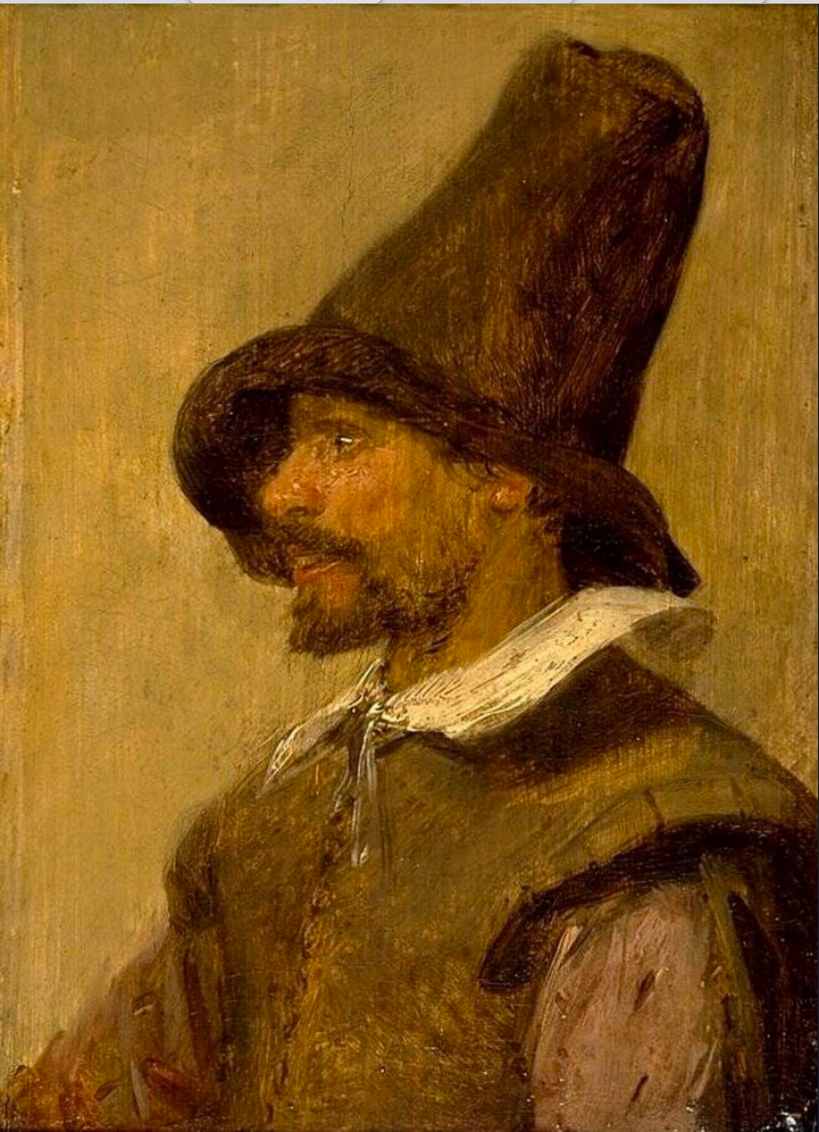
Man met een hoed, door Adriaen Brouwer